# Дериватография
Дериватография — метод исследования химических и физико-химических процессов, происходящих в веществе в условиях изменения температурного режима. Дериватография основана на сочетании дифференциального термического анализа с термогравиметрией.
Одной из её функций является определение количества воды и гидроксидов в минералах. Кроме того, дериватография даёт возможность установить структуру тонких водных плёнок на минерале, в том числе на угле.
Дериватография основана на сочетании дифференциального термического анализа с физическими или физико-химическими методами, например с термогравиметрией, дилатометрией, масс-спектрометрией и эманационно-термическим анализом.
Наряду с преобразованиями вещества, которые происходят под действием теплового эффекта, регистрируют изменение массы образца (жидкого или твёрдого).
Прибор, который регистрирует термические и термогравиметрические изменения называется дериватографом.